# 美綠鋸蘚
美綠鋸蘚（学名：Duthiella speciosissima）为扭葉蘚科綠鋸蘚屬下的一个种。